# Casa Carmona
La Casa Carmona la que debe su nombre a la última propietaria doña Aurora Carmona de Woodward es una vivienda típica de estilo neoclásico ubicada en la ciudad de La Serena, en la Región de Coquimbo, en Chile.
Destaca por su larga fachada lateral, hermoso mirador y por la calidad de su frente principal. La construcción es un ejemplo de la arquitectura privada serenense de la segunda mitad del siglo XIX.
Se ubica sobre la calle Balmaceda al 1080, en el límite entre la ciudad nueva y la ciudad antigua. Este lugar, coincidió durante muchos años con la portada sur de entrada a La Serena, hoy destruida. Junto con otras vivienda linderas y la Capilla del Hospital San Juan de Dios, forma un conjunto de gran valor histórico.
Fue declarada Monumento Histórico Nacional el día 12 de febrero de 1981.

## Historia

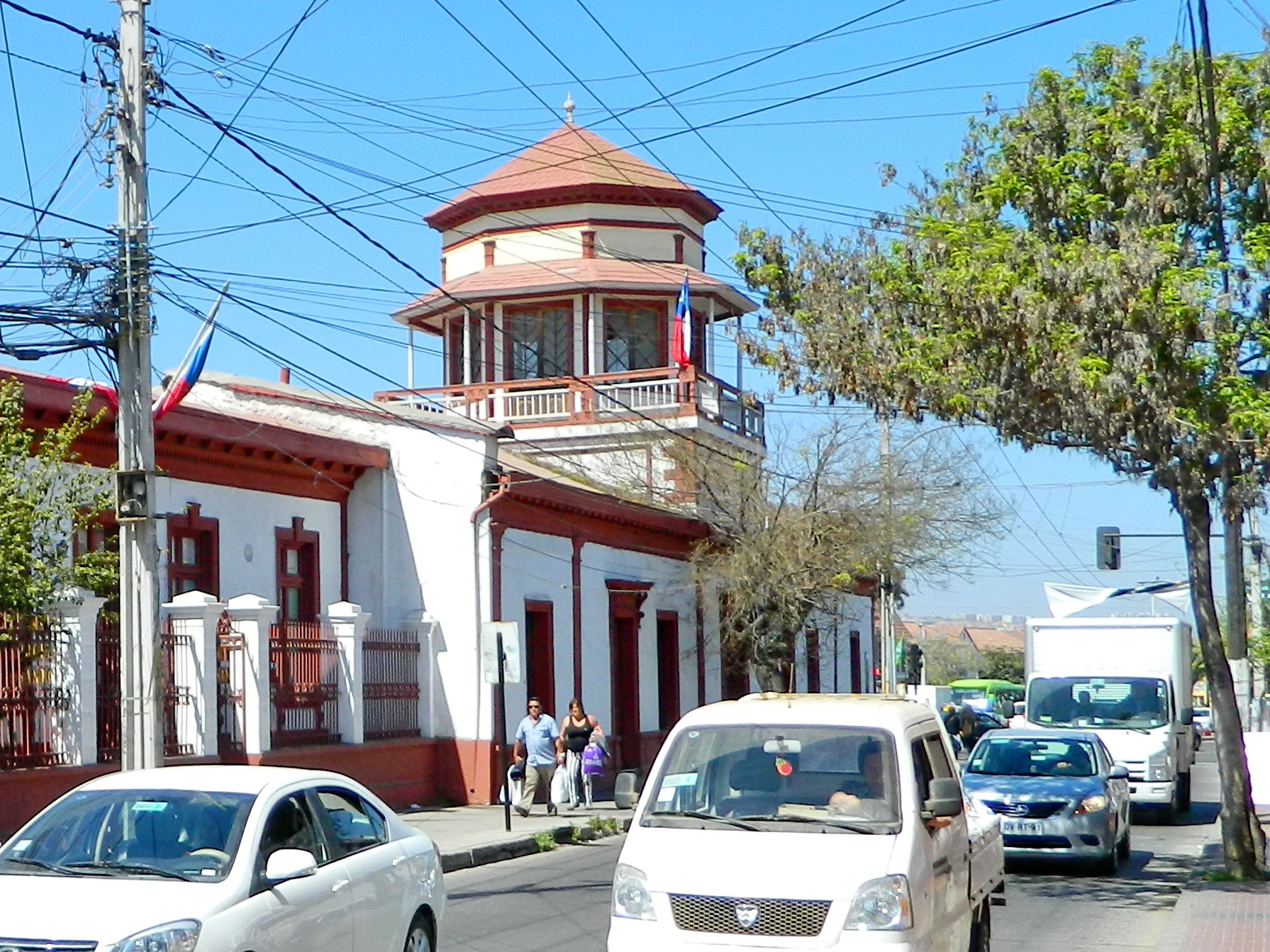
La Casa Carmona, ubicada sobre la calle Balmaceda de La Serena.

La vida urbana en la zona, y en Chile en general, no logró gran desarrollo en la época colonial, concentrándose gran parte de la población en torno a sectores rurales desenvolviéndose en trabajos agrícolas#haciendas) o mineros, esto produjo un impacto negativo en La Serena convirtiéndola durante el siglo XVIII en una ciudad de exiguas entradas económicas y de escasa población.
Las viviendas privadas hasta inicios del siglo XIX eran de humilde factura, siendo las únicas construcciones destacadas hasta esa fecha las realizadas por las iglesias, que traían piedra labrada del Alto de Peñuelas. En 1825, con el descubrimiento de la mina de plata de Arqueros, comienza un gran auge minero que transforma totalmente la fisionomía de la ciudad
En 1855, Arturo Cousiño encargó al carpintero inglés Thomas James la construcción de la Casa Carmona, que representa una típica vivienda en un próspero período donde llegaban las personas atraídas por la actividad minera y el comercio. Fue en este período que llegaron muchos contratistas y carpinteros de orígenes norteamericanos e ingleses.
En 1880, la familia Galleguillos radicada en La Serena desde el siglo XVI compró la propiedad en esta época y fue amoblada y adornada con muebles finos italianos y franceses, lámparas de cristal, platería, alfombras persas, pinturas coloniales, porcelanas y candiles.
Tiempo más tarde fue vendida a Gregorio Carmona, otro rico hacendado quienes la conservaron hasta 1968. En ese año, su hija Aurora Carmona de Woodward decidió donarla a la Congregación de los Padres Salesianos de La Serena.
La propiedad pertenece hasta el día de hoy a los Padres Salesianos, quienes la han dividido y una parte de ella es alquilada al centro de Educación Superior Santo Tomás, quienes poseen dos sedes en la ciudad.
El 12 de febrero de 1981 fue declarada Monumento Histórico Nacional por el Decreto Supremo 499.

## Arquitectura
Esta residencia, de estilo neoclásico, fue construida en adobe de un piso, con muros y con tabiques de madera. La armadura del techo es de madera y los cielos rasos son de madera y yeso. Mientras los pisos son entablados con pavimento de mármol en los corredores. La construcción es un claro ejemplo de la arquitectura privada serenense de la segunda mitad del siglo XIX.
Tiene dos patios interiores, donde se destacan las mamparas que los comunican, las cuales tienen una decoración formada por combinaciones de figuras geométricas y vidrios biselados, que son típicos de la ciudad de La Serena. Su torreón, que fue concebido como un mirador, es el único de su época que permanece aún en pie y se destaca sobre el edificio. Tiene una larga fachada lateral e impresiona la calidad de su frente principal.